# Okrug San Miguel, Novi Meksiko
| San Miguel                                                 |                              |
| Zemljovid Novog Meksika s označenim okrugom San Miguelom.  |                              |
| Zemljovid SAD s označenom saveznom državom Novim Meksikom. |                              |
| Osnovan:                                                   | 9. siječnja 1852.            |
| Sjedište:                                                  | Las Vegas                    |
| Najveće naselje:                                           | Las Vegas                    |
| Površina:                                                  | 12.266 km2                   |
| Br. stanovnika (2010.):                                    | 29.393                       |
| Kongresni okrug:                                           | 3.                           |
| Vremenska zona:                                            | Stjenjačko vrijeme: UTC-7/-6 |
| Službene stranice:                                         | https://co.sanmiguel.nm.us/  |

San Miguel je okrug u američkoj saveznoj državi Novom Meksiku.

## Stanovništvo
Prema popisu stanovništva 2010., stanovnici su 66,6% bijelci, 1,4% "crnci ili afroamerikanci", 1,7% "američki Indijanci i aljaskanski domorodci", 0,8% Azijci, 0,1% Havajci ili tihooceanski otočani, 3,9% dviju ili više rasa, 25,5% ostalih rasa. Hispanoamerikanaca i Latinoamerikanaca svih rasa bilo je 76,8%.

## Vanjske poveznice
- Postal History Poštanski uredi u okrugu San Miguelu, Novi Meksiko